# 셰흐자데 모스크

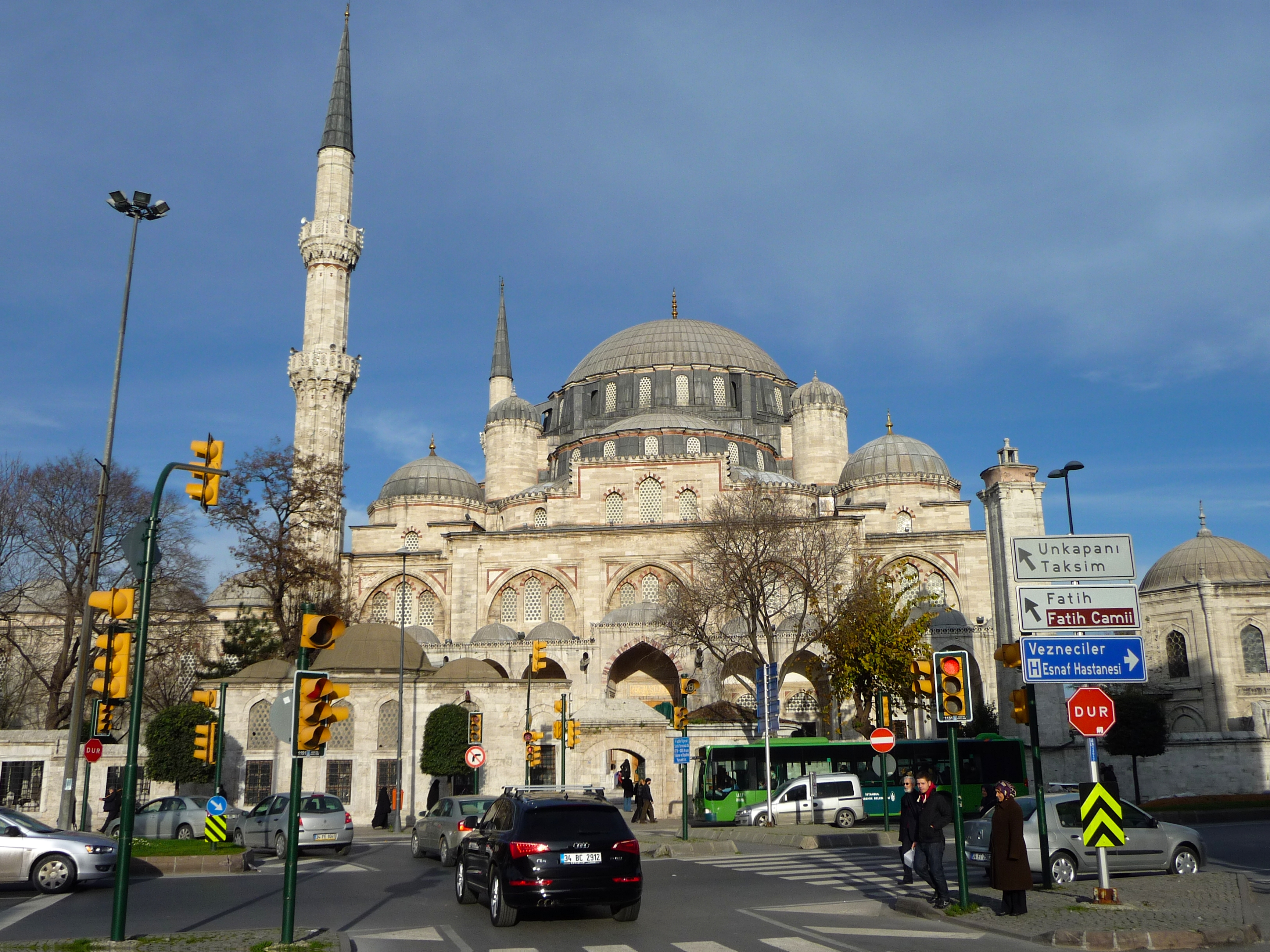
셰흐자데 모스크

셰흐자데 모스크(튀르키예어: Şehzade Camii 셰흐자데 자미[*])는 터키 이스탄불 파티흐에 위치한 모스크이다. 쉴레이만 1세가 1543년에 사망한 아들 셰흐자데 메흐메드를 위해 지은 것이다. 영어식 표현으로 때때로 프린스 모스크(Prince's Mosque)라고 부른다.

## 갤러리

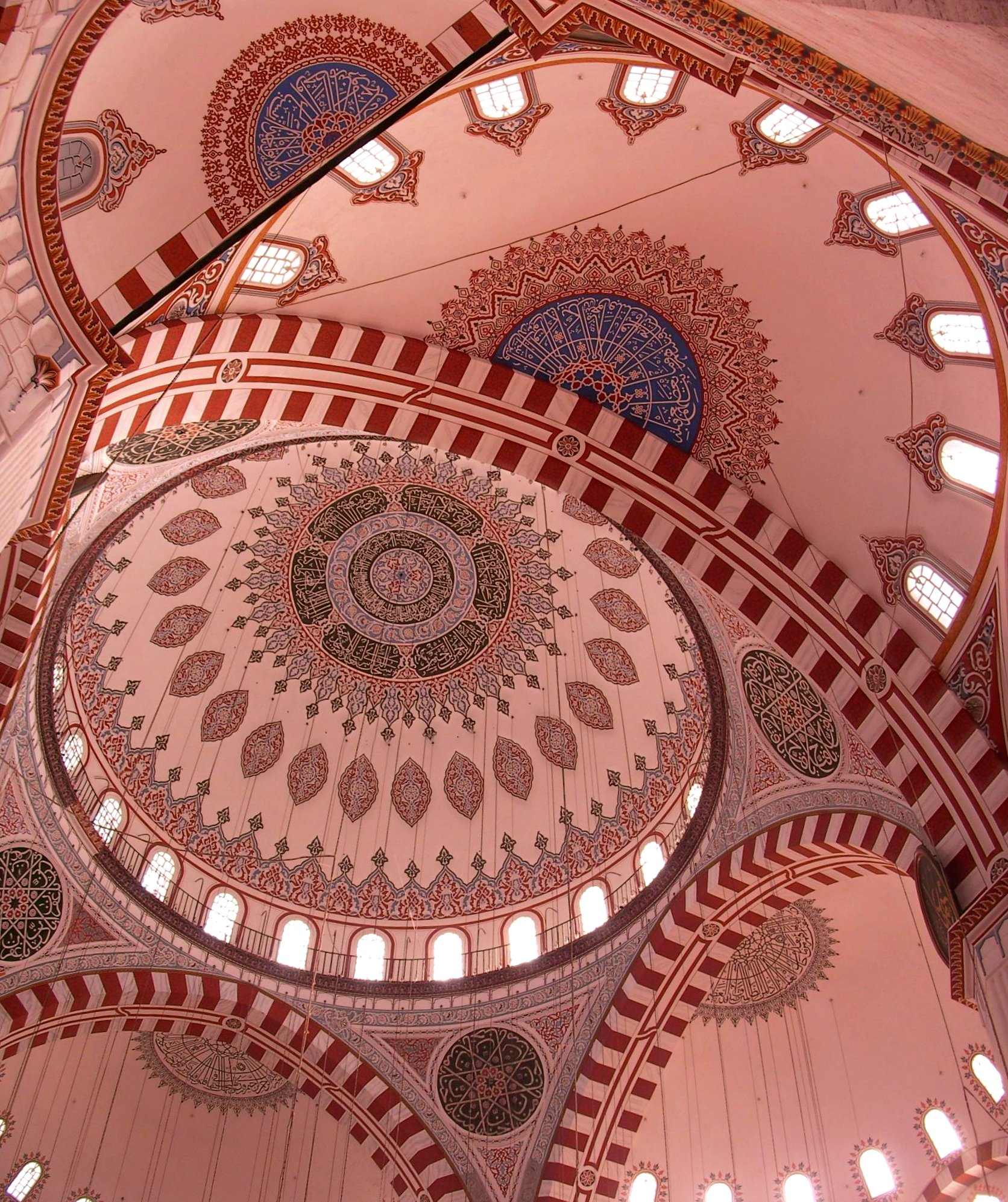
셰흐자데 모스크의 내부 모습
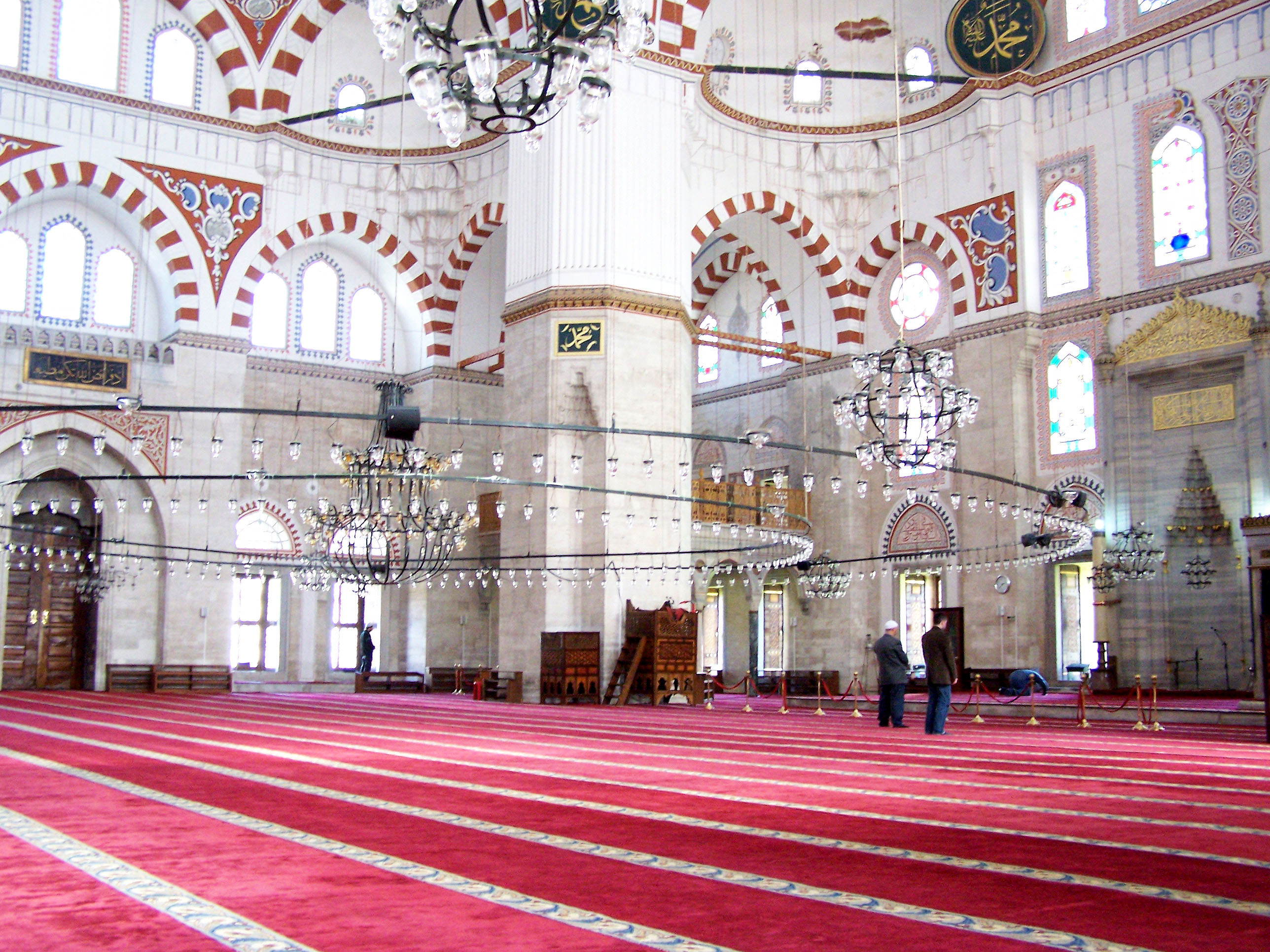
셰흐자데 모스크의 내부 모습
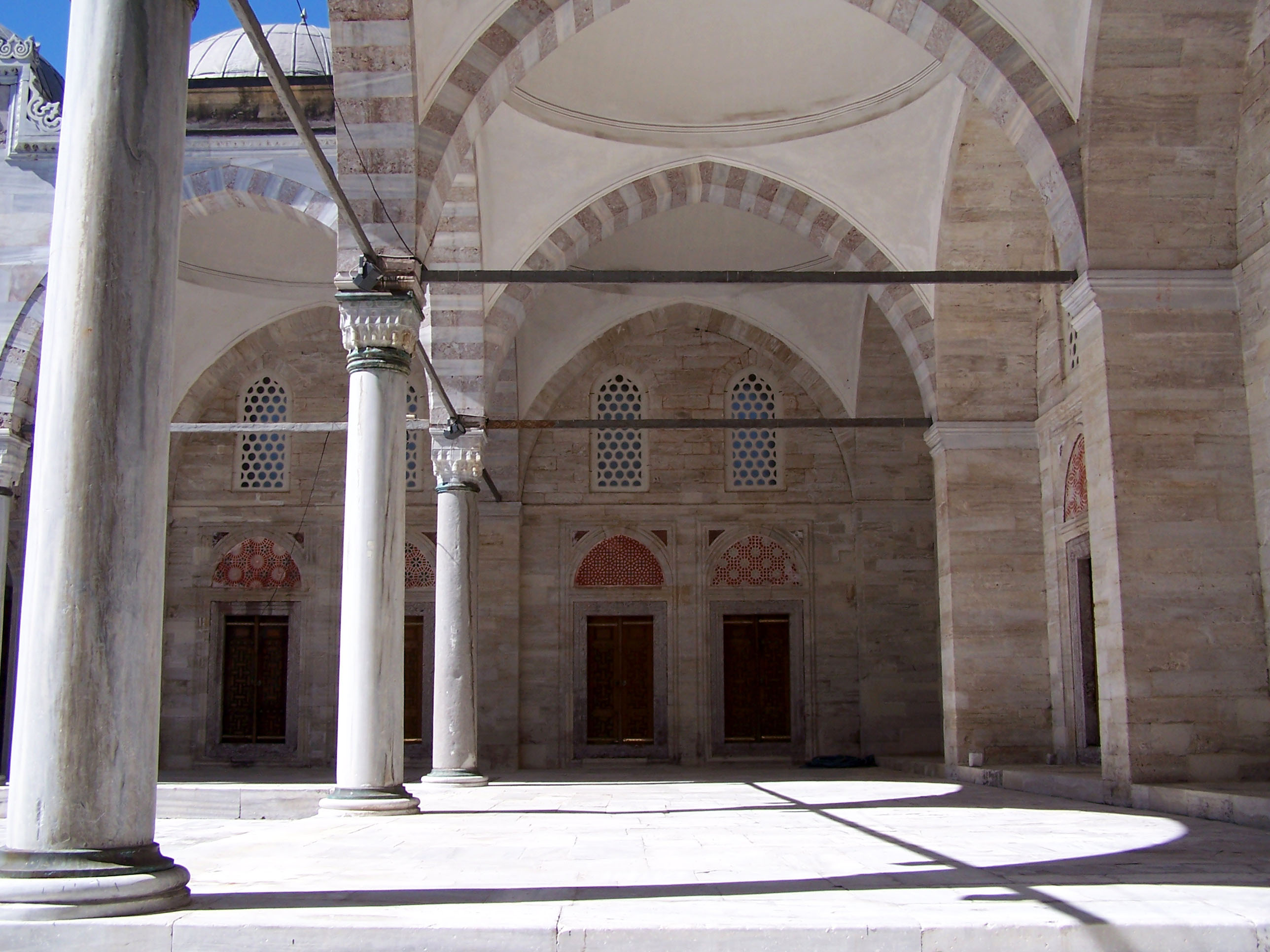
셰흐자데 모스크의 내부 모습
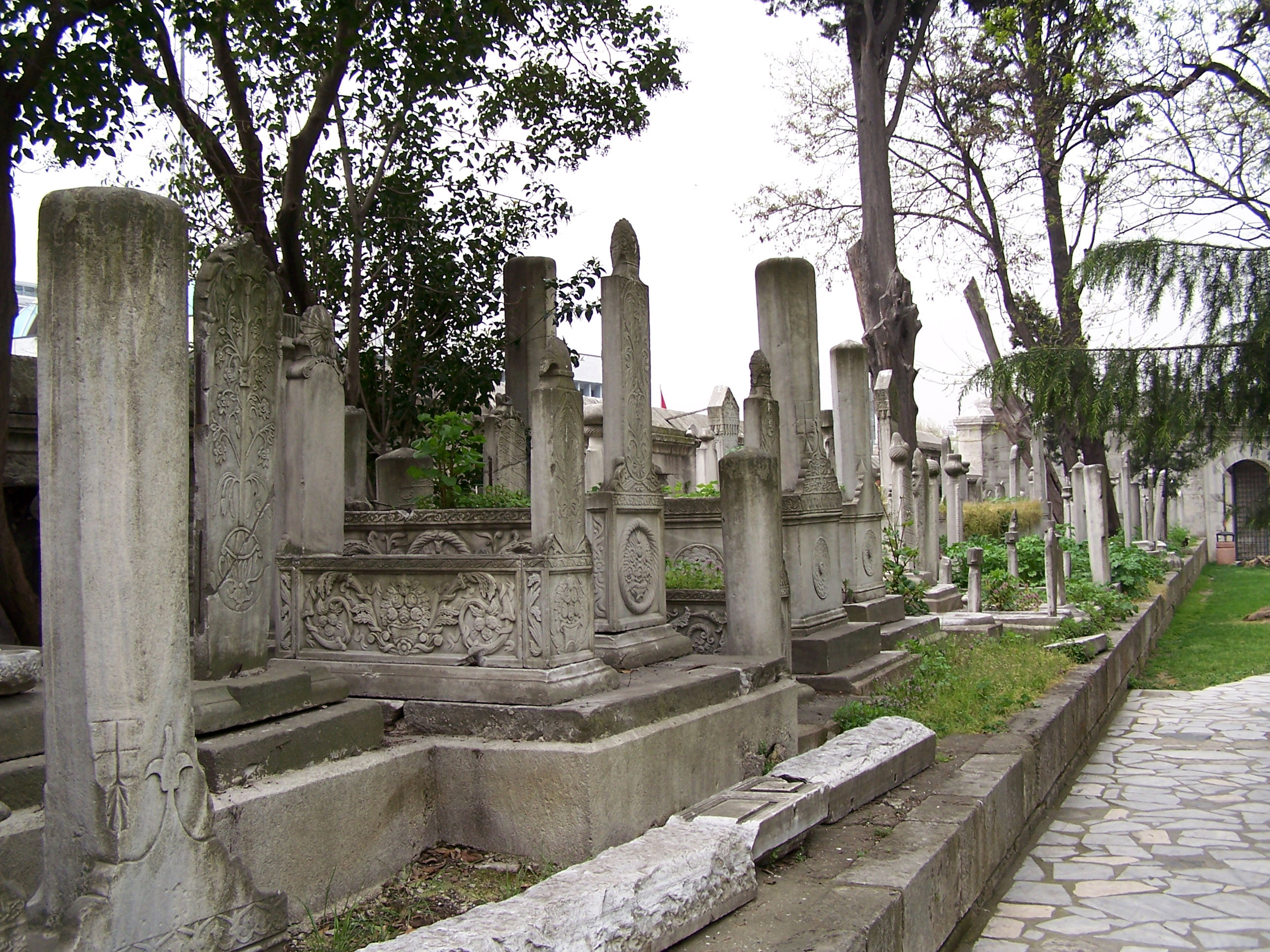
셰흐자데 모스크의 묘